# Władysław Czartoryski
Prințul Władysław (Ladislaus) Czartoryski (n. 3 iulie 1828, Varșovia, Imperiul Rus – d. 23 iunie 1894, Paris, Franța) a fost nobil polonez, politician activ în exil, colecționar de artă și fondatorul Muzeului Czartoryski din Cracovia.

## Biografie
Fiu al prințului Adam Jerzy Czartoryski și al prințesei Anna Zofia Sapieha, el s-a căsătorit cu Maria Amparo, Contesă de Vista Alegre, fiica reginei Maria Christina a Spaniei dintr-o relație morganatică cu Augustín Fernández Muñoz, duce de Riansares, la 1 martie 1855, la  Malmaison, în apropiere de Paris.
Fiul lor, August Czartoryski, s-a îmbolnăvit de tuberculoză la vârsta de 6 ani de la mama lui, care a murit curând după asta. August (cunoscut ca „Gucio”) l-a avut ca tutore pe Joseph Kalinowski (mai târziu Sfântul Raphael). Władysław a sperat că fiul său va urma o carieră diplomatică, însă Gucio, împotriva dorinței tatălui, a intrat în ordinul religios al salezienilor. Gucio a fost hirotonit preot în 1893, dar nici tatăl său și nici altcineva din familie nu au participat la ceremonie; a murit un an mai târziu, de tuberculoză, la vârsta de 34 de ani. Gucio a fost beatificat în 2004 și este pe cale de a deveni sfânt el însuși.
La 15 ianuarie 1872 prințul Władysław s-a recăsătorit cu Prințesa Marguerite Adelaide de Orléans, fiica ducelui de Nemours și nepoată a regelui Ludovic-Filip I al Franței. Władysław și Marguerite Adelaide au avut doi fii.